# Josyp Delkewycz

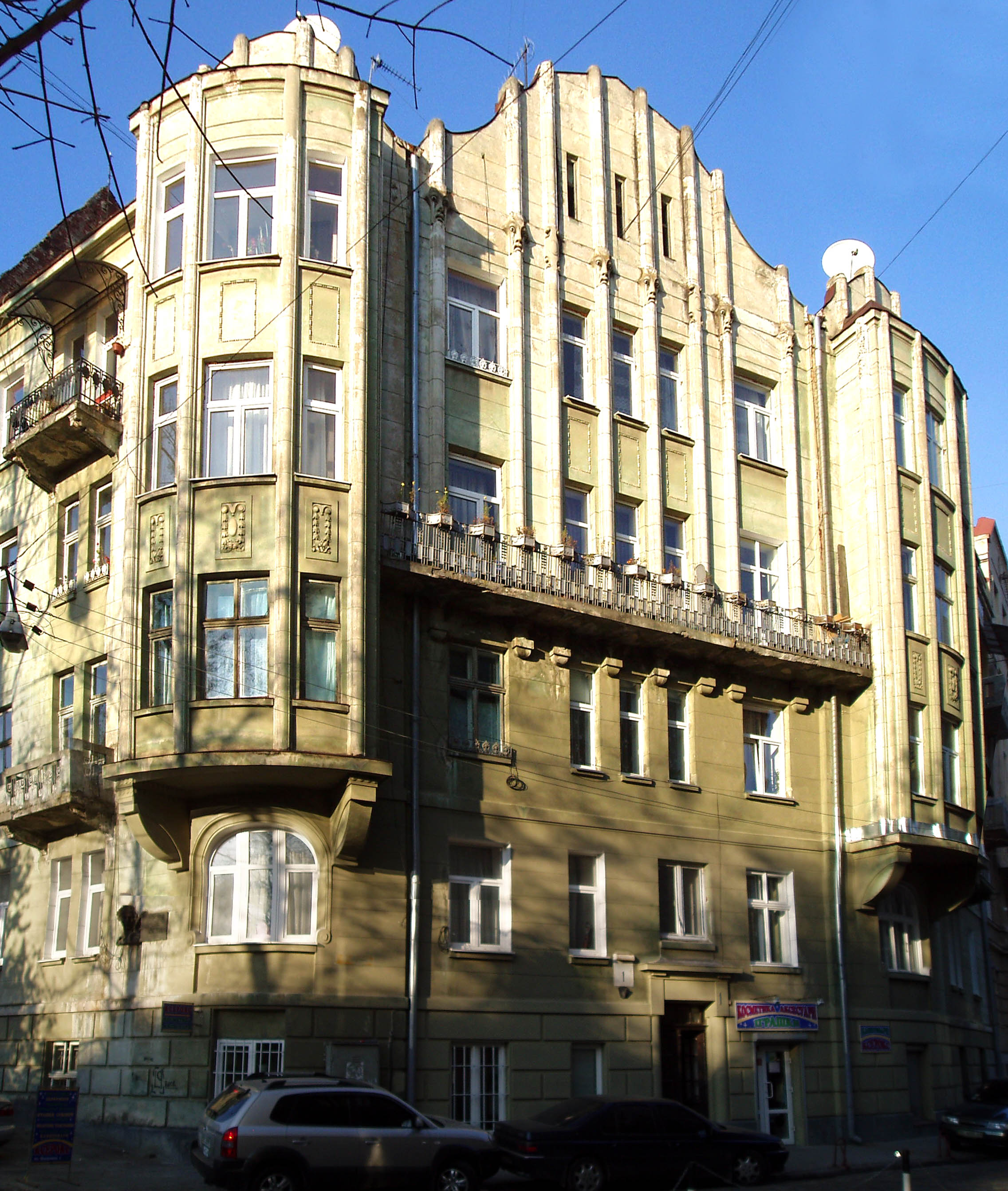
Kamienica przy placu Markiana Szaszkewycza 1 (dawniej Plac Iwana Kotlarewskiego)

Josyp Delkewycz, ukr. Йосип Делькевич, pol. Józef Delkiewicz (ur. 1874 w Leżajsku, zm. 1938 we Lwowie) – ukraiński budowniczy i architekt związany twórczością ze Lwowem.
Od 1894 do 1899 studiował w lwowskiej Szkole Przemysłowej, po ukończeniu nauki i praktyki otrzymał uprawnienia budowniczego. Projektował budynki w stylu późnej secesji, ponadto był autorem wielu ikonostasów. Od 1904 był członkiem Towarzystwa dla Rozwoju Ruskiej Sztuki.

## Dorobek architektoniczny
- Kamienica przy ulicy Grunwaldzkiej 2 /1910/;
- Przebudowa elewacji i wnętrz kamienicy przy ulicy Petra Doroszenki 48 (Sykstuska, od 1938 Obrońców Lwowa) /1906/;
- Kamienica przy ulicy Szeptyckich 19  /1910/;
- Kamienica przy ulicy Szeptyckich 41 /1907/, wspólnie z Salomonem Rimerem;
- Kamienica przy ulicy Iwana Neczuja-Lewickiego 11 (Teofila Lenartowicza) /1911/;
- Własna willa przy ulicy Serhija Jefremowa 85 (Murarska, od 1935 Czesława Mączyńskiego) /1911/, obecnie nie istnieje;
- Kamienice przy placu Markiana Szaszkewycza 1-2-3 /1910-1912/ (Plac Iwana Kotlarewskiego), wspólnie z Filemonem Lewickim.